# Location accès crédit
Vous pouvez aider à l'améliorer ou bien discuter des problèmes sur sa page de discussion.
- Il ne cite pas suffisamment ses sources. Vous pouvez indiquer les passages à sourcer avec {{référence nécessaire}} ou {{Référence souhaitée}}, et inclure les références utiles en les liant aux notes de bas de page. (Marqué depuis novembre 2019)
- Il n’est pas rédigé dans un style encyclopédique. (Marqué depuis novembre 2019)

- Archive Wikiwix
- Bing
- Cairn
- DuckDuckGo
- E. Universalis
- Gallica
- Google
- G. Books
- G. News
- G. Scholar
- Persée
- Qwant
- (zh) Baidu
- (ru) Yandex
- (wd) trouver des œuvres sur Wikidata

Location Accès Crédit est une entreprise de financement québécoise à haut risque spécialisée en location de véhicules usagés routiers et récréatifs comme les véhicules de promenades, les VTT, les motos, etc.
La proposition de l'entreprise s’adresse aux consommateurs dont la demande de prêt automobile a été refusée par une institution financière traditionnelle. Le financement s’étend sur une période maximale de 48 mois et le montant de la location est de 10 000 $ et moins.

## Historique
C’est en 2009 que deux frères, aussi gestionnaires dans le domaine de l’automobile, fondent l’entreprise Location Accès Crédit. Le système mis en place par l’entreprise s’adresse à des individus qui désirent louer un véhicule d’occasion et qui ne parviennent pas à obtenir un financement conventionnel auprès des banques.
L’entreprise propose aux consommateurs canadiens un service de location à long terme, à condition que ceux-ci soient clients d'une concession automobile affiliée. Depuis sa fondation l’entreprise Location Accès Crédit a connu des phases d’expansion, entre autres, son équipe est passée d’une dizaine d’employés à 75 en 10 ans. Actuellement, l’entreprise dessert des clients partout à travers l’Est du Canada grâce à un réseau de plus de 2000 concessionnaires affiliés.

### Au Québec
Native de Saint-Jean-sur-Richelieu, c’est aussi à cet endroit que l’entreprise a établi son siège social. Depuis 2009, son réseau de concessionnaires affiliés  est en expansion et dans la région de Québec, Location Accès Crédit collabore avec près de 1500 concessions. L'entreprise est présente partout à travers l’Est du Canada et en 2019, les propriétaires ont effectué les demandes pour obtenir les permis pour offrir leur service au Manitoba.

### En Ontario
Présente en Ontario depuis 2018, Location Accès Crédit collabore avec une centaine de concessionnaires affiliés sur ce territoire.

### Dans les Maritimes
L’entreprise fait affaire avec plus de 300 concessions dans les quatre provinces des Maritimes. Location Accès Crédit a également ouvert un second bureau en novembre 2017 et a maintenant pignon sur rue à Darmouth (Halifax).

## Controverses

### Réputation
En janvier 2019 l’émission la Facture présente un reportage qui traite de l’industrie de la 2e et 3e chance au crédit. Le reportage évoque, entre autres, le cas d’un jeune homme qui est devenu client de Location Accès Crédit par l’entremise de l’un de ses concessionnaires affiliés localisé à Mont-Joli.
Ce client âgé de 23 ans, atteint d’une légère déficience, prend possession d’un véhicule, mais c’est seulement de retour chez lui, qu’il prend conscience de la nature du contrat de location qu’il a signé. Les taux d’intérêt, les assurances et protections font rapidement grimper le prix de sa location.
L’industrie de la 2e et 3e chance au crédit est fréquemment qualifiée de mal nécessaire. Les taux d’intérêt élevés sont expliqués par le niveau de risque encouru par le prêteur. Puisqu’elle est parfois l’unique issue pour des consommateurs ayant fait faillite ou aux prises avec des problèmes de crédit, l’industrie de la 2e et 3e chance au crédit continue de se développer dans l’industrie automobile.
Un article paru en 2019 à propos de la croissance de l’entreprise Location Accès Crédit, stipule que plus de 35 % de leur clientèle ne rendent par leur location à terme puisque ceux-ci parviennent à redresser leur dossier de crédit et à obtenir un financement dans une banque traditionnelle.

### Faille informatique
En 2018, une brèche informatique sur le site Web de l’entreprise a rendu accessible des rapports de crédit de clients auto. Selon les responsables, c’est un port de connexion non sécurisé qui serait l’origine de la faille et aucun client touché n’aurait subi de préjudice.

### AMF
Entre 2011 et 2012, Location Accès Crédit distribuait un produit d’assurance sans savoir que le fournisseur ne possédait pas l’autorisation de distribuer celui-ci au Québec.
À la suite d'une sanction de l’Autorité des marchés financiers, les deux partis ont réglé le dossier dans une entente hors cours. Celle-ci stipulait que Location Accès Crédit devait rembourser tous les clients ayant souscrit à cette assurance entre 2011 et 2012 en plus de payer une amende de 48 000$.